# Little Italy (Omaha)
Little Italy è uno storico quartiere italoamericano di Omaha, nel Nebraska. È celebre per essere stata la località di provenienza di un gran numero di lavoratori della ferrovia Union Pacific, ed epicentro del contrabbando cittadino durante il proibizionismo.
Dal 1924 si svolge annualmente per le sue strade la processione di Santa Lucia.
Il quartiere, posto immediatamente a sud della stazione ferroviaria di Burlington e dell'Omaha Rail and Commerce Historic District, è delimitato da Pacific Street a nord, Center Street a sud, South 10th Street a ovest e dal fiume Missouri a est.
Nel giugno 2008, la città di Omaha ha annunciato l'intenzione di valorizzare l'area, che si trova vicina alle due principali attrazioni turistiche del Nebraska: l'Old Market District e l'Henry Doorly Zoo. Il piano prevede il miglioramento della 10th Street con una linea di tram, alberature, parchi, fontane e sculture.

## Storia
La prima comunità italiana di Omaha si sviluppò nel 1890 vicino all'incrocio tra South 24th Street e Poppleton Street. Era formata principalmente da immigrati dall'Italia meridionale e migranti dalle città degli Stati Uniti orientali. A due fratelli, Joseph e Sebastiano Salerno, viene attribuita la creazione di Little Italy, situata più a nord vicino ai cantieri della Union Pacific in centro. Quando nel 1904 Sebastiano accettò un lavoro come agente per una compagnia di navi a vapore, incoraggiò gli amici siciliani ad emigrare. Joseph si occupò di trovare una sistemazione e un lavoro agli immigrati, in particolare presso le attività della Union Pacific, nel centro di Omaha.  Nel 1905, gli immigrati siciliani si stabilirono lungo South 6th Street e la South 10th Street, sulle colline a sud del centro. Successive ondate di siciliani arrivarono tra il 1912 e il 1913 e dopo la prima guerra mondiale.
Originariamente Little Italy aveva una piccola area commerciale sulla South 6th Street che si estendeva a ovest lungo Pierce Street, comprendente un negozio di alimentari, negozi di abbigliamento e scarpe, e la Banca di Sicilia, fondata dai fratelli Salerno nel 1908. L'Immigration Act del 1924 pose un freno all'immigrazione di italiani a Omaha su larga scala.
Durante l'era del proibizionismo, gran parte del liquore di contrabbando di Omaha veniva prodotto a Little Italy. Nel 1930, il politico Tom Dennison incaricò Frank Calamia, un siciliano che viveva nel quartiere, di occuparsi delle operazioni del sindacato di liquori nel lato sud di Omaha. Successivamente, dal 1946 al 1951, Calamia controllò l'emittente locale di un'agenzia di stampa, che distribuiva i risultati delle corse ricevuti dall'Harmony News Service, controllato dalla mafia a Kansas City. Secondo un esperto, Tony Biase, originario di Little Italy, fu "il più influente mafioso di Omaha" negli anni '70.
Tra i residenti famosi del quartiere si annoverano Giuseppe Mario Bellanca, Michele Pane e Pat Venditta.

## Situazione attuale
La Festa di Santa Lucia, iniziata da Grazia Caniglia nel 1924, viene ancora celebrata in tutta Little Italy. Si tiene un festival annuale chiamato "La Festa" per unire la comunità italiana della città e celebrarne la cultura.
Oggi nel quartiere, oltre agli italiani, italiane della zona, vivono numerosi latini, europei dell'est e altri gruppi etnici. Nonostante lo sviluppo edilizio dell'area, il quartiere mantiene ancora molte delle sue caratteristiche peculiari.

## Architetture
Little Italy presenta diverse architetture degne di nota, tra le quali la St. Francis Cabrini Church, progettata da Thomas Rogers Kimball e costruita nel 1908 al 1335 di South 10th Street, il Cornish Residence, che è uno dei migliori esempi di architettura in stile Secondo Impero di Omaha e Santa Lucia Hall, originariamente costruita nel 1891 come Fire Station 9. Altri punti di riferimento includono la Santa Lucia Festival Committee Hall in 725 Pierce Street; la Marino's Italian Grocery al 1716 South 13th Street; la Sons Of Italy Hall situata al 1238 South 10th Street, e; Orsi's Bakery al 621 di Pacific Street.
Nel 2007 lo storico locale Caniglia's è stata rasa al suolo ed è stata sostituita da villette a schiera.